# جایزه آزادی
جایزه آزادی توسط کمیته بین‌المللی نجات (IRC) به کمک‌های فوق‌العاده به پناهندگان و آزادی انسان‌ها اعطا می‌شود. جایزه آزادی توانایی و توجه یک فرد را برای شکل‌دادن تاریخ و تغییر برای داشتن یک دنیای بهتر و حرکت به سوی آزادی برای همه انسان‌ها را نشان می‌دهد.
این کمیته به درخواست آلبرت انیشتین
در سال ۱۹۳۳ تأسیس شد، و نخستین جایزه آزادی در سال ۱۹۵۷ به سیاستمدار و برنده جایزه صلح نوبل آلمانی ویلی برانت اهدا شد.
در سال بعد و در طول جنگ جهانی دوم به وینستون چرچیل، نخست‌وزیر بریتانیا اهدا شد.
نخستین گیرندگان مشترک این جایزه لین کرکلند و ایرنا کرکلند بودند که در سال ۱۹۸۱ موفق به کسب آن شدند.
لین برای «کمک به پناهندگان» و ایرنا «فعالیت‌های حقوق بشر» توصیف شده بوند.
و در سال ۱۹۹۱ لی شازیان و فانگ لیزی از مخالفان حکومت چین به‌طور مشترک برنده این جایزه شدند.
از دیگر برندگان مشترک این جایزه دو ریس جمهور آمریکا جورج اچ دبلیو بوش و بیل کلینتون در سال ۲۰۰۵ و آنجلینا جولی هنرپیشه و آنتونیو گوترز کمیساریای عالی سازمان ملل برای پناهندگان در سال ۲۰۰۷ هستند.
تا کنون این جایزه به ۴۵ نفر که ۲۳ تن از آنها آمریکایی و سیاستمدار هستند اهدا شده‌است. همچنین در سال ۱۹۹۵ این جایزه به‌طور غیابی به مبارز طرفدار دموکراسی برمه و رهبر مخالفان حرب ملی دموکراسی (NLD)، آنگ سان سو چی اعطا شد.
دریافت کنندهٔ اخیر این جایزه دبیرکل سابق سازمان ملل متحد کوفی عنان اعطا شده‌است.

## دریافت کنندگان
| سال  | نگاره | دریافت کننده                    | ملیت                                      | منبع   |
| ---- | --- | ------------------------------- | ----------------------------------------- | ------ |
| ۱۹۵۷ | A smiling, older man in a dark suit with a narrow-striped shirt and wide-stripped tie. He has receding but long, wavy hair. | ویلی برانت                      | آلمان                                     | [ ۵ ]  |
| ۱۹۵۸ | | وینستون چرچیل                   | بریتانیای کبیر                            | [ ۴ ]  |
| ۱۹۵۹ | | William Joseph Donovan          | ایالات متحده آمریکا                       | [ ۱ ]  |
| ۱۹۶۰ | | Richard Evelyn Byrd             | ایالات متحده آمریکا                       | [ ۱ ]  |
| ۱۹۶۵ | | George Meany                    | ایالات متحده آمریکا                       | [ ۱۲ ] |
| ۱۹۶۶ | | David Dubinsky                  | روسیه                                     | [ ۱ ]  |
| ۱۹۶۷ | | David Sarnoff                   | ایالات متحده آمریکا                       | [ ۱۳ ] |
| ۱۹۶۹ | | Lucius D. Clay                  | ایالات متحده آمریکا                       | [ ۱ ]  |
| ۱۹۷۰ | | Jacob K. Javits                 | ایالات متحده آمریکا                       | [ ۱۳ ] |
| ۱۹۷۵ | | Bruno Kreisky                   | اتریش                                     | [ ۱۴ ] |
| ۱۹۷۶ | — | Leo Cherne                      | ایالات متحده آمریکا                       | [ ۱ ]  |
| ۱۹۷۷ | | Hubert Humphrey                 | ایالات متحده آمریکا                       | [ ۱۲ ] |
| ۱۹۷۸ | — | Joseph Buttinger                | اتریش                                     | [ ۱ ]  |
| ۱۹۷۹ | — | Mary Pillsbury Lord[A]          | ایالات متحده آمریکا                       | [ ۱ ]  |
| ۱۹۸۱ | | Irena Kirkland                  | ایالات متحده آمریکا                       | [ ۵ ]  |
| ۱۹۸۷ | | الی ویزل                        | رومانی                                    | [ ۱۲ ] |
| ۱۹۸۷ | — | John C. Whitehead               | ایالات متحده آمریکا                       | [ ۱۵ ] |
| ۱۹۸۹ | | Prince Sadruddin Aga Khan       | فرانسه · ایران · سوئیس                    | [ ۱ ]  |
| ۱۹۸۹ | | لخ والسا                        | لهستان                                    | [ ۱۲ ] |
| ۱۹۹۰ | | ویولتا کامورو                   | نیکاراگوئه                                | [ ۱ ]  |
| ۱۹۹۱ | | Fang Lizhi                      | چین · چین                                 | [ ۱ ]  |
| ۱۹۹۱ | — | Li Shuxian                      | چین · چین                                 | [ ۱ ]  |
| ۱۹۹۱ | | خاویر پرز دکوئیار               | پرو                                       | [ ۱۶ ] |
| ۱۹۹۲ | | Cyrus Vance                     | ایالات متحده آمریکا                       | [ ۱۳ ] |
| ۱۹۹۳ | | جرج سوروس[B]                    | مجارستان                                  | [ ۷ ]  |
| ۱۹۹۳ | — | Dwayne Andreas[C]               | ایالات متحده آمریکا                       | [ ۱ ]  |
| ۱۹۹۴ | — | Theodore J. Forstmann[B]        | ایالات متحده آمریکا                       | [ ۱۷ ] |
| ۱۹۹۴ | — | Felix Rohatyn[C]                | اتریش                                     | [ ۱۷ ] |
| ۱۹۹۵ | | آنگ سان سو چی[D]                | میانمار                                   | [ ۹ ]  |
| ۱۹۹۵ | | Sadako Ogata                    | ژاپن                                      | [ ۹ ]  |
| ۱۹۹۵ | | ریچارد هولبروک                  | ایالات متحده آمریکا                       | [ ۱ ]  |
| ۱۹۹۷ | — | Robert P. De Vecchi             | ایالات متحده آمریکا                       | [ ۱۳ ] |
| ۱۹۹۹ | | مادلین آلبرایت                  | ایالات متحده آمریکا                       | [ ۱۳ ] |
| ۲۰۰۱ | | John McCain                     | جان مک‌کین                                 | [ ۱۸ ] |
| ۲۰۰۲ | — | Reynold Levy                    | ایالات متحده آمریکا                       | [ ۱۹ ] |
| ۲۰۰۲ | | حامد کرزی                       | افغانستان                                 | [ ۲۰ ] |
| ۲۰۰۳ | | واتسلاو هاول                    | جمهوری چک                                 | [ ۹ ]  |
| ۲۰۰۴ | | Roméo Dallaire[B]               | کانادا                                    | [ ۲۱ ] |
| ۲۰۰۵ | | جورج هربرت واکر بوش بیل کلینتون | ایالات متحده آمریکا · ایالات متحده آمریکا | [ ۲۲ ] |
| ۲۰۰۶ | | الن جانسون سیرلیف               | لیبریا                                    | [ ۲۳ ] |
| ۲۰۰۷ | | António Guterres آنجلینا جولی   | پرتغال · ایالات متحده آمریکا              | [ ۹ ]  |
| ۲۰۰۸ | | کوفی عنان                       | غنا                                       | [ ۲۴ ] |
| ۲۰۱۱ | | Liam Southall                   | بریتانیای کبیر                            |        |

## یادداشت
- A ^ Lord's award was made posthumously.[۱]
- B ^ Distinguished Humanitarian Award[۱]
- C ^ Distinguished Public Service Award[۱]
- D ^ Special Freedom Award Recipient, in absentia[۱]